# يانغ الأعمى
يانغ الأعمى أو جون من بوهيميا (باللوكسمبورغية : Jang de Blannen ؛ بالألمانية : Johann der Blinde von Luxemburg ؛ بالتشيكية : Jan Lucemburský ؛ 10 آب أغسطس 1296 - 26 آب أغسطس 1346) كونت لوكسمبورغ من سنة 1309، وملك بوهيميا، ملك بولندا الفخري من عام 1310. وهو الابن البكر إمبراطور روماني مقدس هنري السابع وزوجته مارغريت برابانت.
كان يانغ فرنسي التعليم، ولكنه انهمك عميقاً في السياسة الألمانية. في سنة 1310 تزوج يانغ من إليسكا بريميسليدس، وريثة فاكلاف الثالث ملك بوهيميا، وبذلك أصبح ملك بوهيميا وكذلك أحد سبعة أمراء ناخبين في الإمبراطورية الرومانية المقدسة. واجه عقبة النبلاء التشيكيين، تخلى عن إدارة بوهيميا وشرع في حياة الترحال، مقضياً وقتاً في لوكسمبورغ والبلاط الفرنسي. أخذته أسفاره إلى سيليزيا، بولندا، ليتوانيا، تيرول، شمال إيطاليا، أفينيون البابوية، لانغيدوك، حيث كان الحاكم في الفترة من 30 تشرين الثاني نوفمبر 1338 إلى تشرين الثاني نوفمبر 1340. فقد بصره من الرمد، بينما كان يحارب في ليتوانيا مع النظام توتوني.
احتفظ بتاجه حتى بعد وفاة إليسكا في عام 1330. كانت بياتريس زوجته الثانية، وهي ابنة لويس الأول، دوق بوربون.
قـُتل بينما خلال قتال إلى جانب الفرنسيين ضد الإنكليز في معركة كريسي، في جزءٍ من حرب الأعوام المائة.

## نشأته
يانغ هو الابن الأكبر لهنري السابع، الإمبراطور الروماني المقدس ومارغريت من برابانت، ابنة جون الأول، دوق برابانت ومارغريت من فلاندرز. ولد يانغ في لوكسمبرغ، ونشأ في باريس، وتلقى تعليمه باللغة الفرنسية، ولكنه شارك كثيرًا في سياسة ألمانيا.
في عام 1310، رتب الإمبراطور هنري السابع لزواج ابنه يانغ البالغ من العمر 14 عامًا من إليزابيث من بوهيميا، شقيقة الملك فانكلاف الثالث ملك بوهيميا الراحل. أُقيم حفل الزفاف في سبيير، وتوجه الزوجان بعدها إلى براغ برفقة مجموعة ترأسها الدبلوماسي المحنك والخبير في القضايا التشيكية ورئيس أساقفة ماينز، بيتر من أسبلت. نظرًا لتولي قوات الإمبراطور مهمة مرافقة الزوجين وحمايتهما أثناء ذهابهما من نورمبرغ إلى براغ، تعين على يانغ غزو بوهيميا نيابة عن زوجته إليزابيث. في 3 ديسمبر 1310، تمكنت القوات التشيكية من السيطرة على براغ والإطاحة بالملك الحاكم، هنري من غوريزيا، ملك بوهيميا. فر الملك المخلوع هنري مع زوجته آن من بوهيميا (شقيقة زوجة يانغ) إلى دوقيته (دوقية كارينثيا). جرى تتويج يانغ وإليزابيث على عرش بوهيميا في 7 فبراير 1311، ليصبحا بذلك ملك وملكة بوهيميا. لم تكن القلعة في براغ صالحة للسكن، فأُرغم يانغ على الإقامة في أحد المنازل في ساحة البلدة القديمة، وبمساعدة مستشاريه، أضفى الاستقرار على الدولة التشيكية. أصبح بذلك واحدًا من سبعة أمراء ناخبين للإمبراطورية الرومانية المقدسة، وطالب بالعرش البولندي والمجري خلفًا لصهره فانكلاف الثالث من بوهيميا. فشلت محاولاته في خلافة والده ملكًا للرومان بانتخاب لويس الرابع من بافاريا في عام 1314. مع ذلك، أيّد يانغ لويس الرابع لاحقًا في عداوته مع فريدريخ الوسيم، ملك ألمانيا، والتي احتدمت وبلغت ذروتها في معركة موهلدورف عام 1322، وحصل في المقابل على منطقة إيغرلاند التشيكية كمكافأة على ذلك.

## المسائل المتعلقة بالطبقة النبيلة
كما هو الحال مع سلفه هنري، كان يانغ يكره الكثير من نبلاء التشيك الذين اعتبروه «الملك الأجنبي» وتخلى عن حكم بوهيميا بعد فترة من الزمن وشرع في حياة السفر. افترق عن زوجته وغادر البلاد التشيكية وتركها لحكم البارونات، بينما قضى وقتًا في لكسمبرغ والبلاط الفرنسي. أخذته أسفاره إلى سيليزيا وبولندا وليتوانيا وتيرول وشمال إيطاليا وبابوية أفينيون. بصفته منافسًا للملك فواديسواف الأول على التاج البولندي، دعم يانغ فرسان تيوتون في الحرب البولندية التيوتونية من 1326 إلى 1332. جعل العديد من دوقية سيليزيا يقسمون بالولاء له. في عام 1335 في كونغرس فيسيغراد، دفع الملك كازيمير الثالث، خليفة فانكلاف، مبلغًا كبيرًا من المال مقابل تنازل يانغ عن مطالبته بالعرش البولندي.
تركزت إجراءات يانغ الأولية على إعادة بسط السلطة وحفظ السلام داخل البلاد. في عام 1311، تمكن من التوصل إلى اتفاقية مع الطبقة الأرستقراطية البوهيمية، والتي حدد بموجبها علاقات كل من الحاكم والطبقة الأرستقراطية. مع ذلك، سمح للطبقة الأرستقراطية بالحق في انتخاب الملك، والبت في مسألة الضرائب الاستثنائية، والحق في ممتلكاتهم، والحق بحرية تقديم الدعم العسكري للملك في الحروب الخارجية، على الرغم من تشجيع الطبقة الأرستقراطية على حشد الجيوش عندما كان السلام داخل البلاد مهددًا. من ناحية أخرى، أُلغي حق الملك في تعيين موظف أجنبي في المناصب العامة. وضع يانغ تلك الاتفاقيات لتوفير أساس لتوطيد سلطة الحاكم داخل مملكة بوهيميا. لم تكن الاتفاقات ناجحة كما كان ينوي، إذ لم توافق الطبقة الأرستقراطية على التخلي عن ممتلكاتها والنفوذ الذي اكتسبته بعد وفاة فانكلاف الثاني.
أدى تفاقم التوترات داخل الطبقة الأرستقراطية وانقطاع التواصل بسبب غياب يانغ المستمر عن بوهيميا إلى قيام منافسة بين فصيلين في أوساط الطبقة النبيلة في التشيك. قاد اللورد هنري من ليبا أحد الفصيلين، واكتسب ثقة يانغ. ترأس اللورد فيليم زاجيك من فالديك زعامة الفصيل الآخر، وأقنع الملكة بأن نية هنري هي الإطاحة بيانغ. نتيجة لذلك، سجن يانغ اللورد هنري في عام 1315.
بحلول عام 1318، تصالح يانغ مع نبلاء التشيك واعترف بحقوقهم، بالإضافة إلى اتخاذ إجراءات لإقامة نظام الأملاك الثنائي وتقسيم الحكومة بين الملك والنبلاء.